# Saint-Pey-de-Castets

Saint-Pey-de-Castets este o comună în departamentul Gironde din sud-vestul Franței. În 2009 avea o populație de 624 de locuitori.

## Evoluția populației
| An        | 1975 | 1982 | 1990 | 1999 | 2006 | 2009 |
| --------- | ---- | ---- | ---- | ---- | ---- | ---- |
| Populație | 457  | 520  | 597  | 617  | 608  | 624  |